# مجلة الإصلاح (مكة المكرمة)
مجلة الإصلاح، من المجلات السعودية التي صدرت عن شعبة الطبع والنشر بمديرية المعارف العامة بمكة المكرمة، وتعتبر من اوائل المجلات التي صدرت آنذاك.

## تاريخ الصدور
صدر العدد الأول من المجلة في يوم الأربعاء الموافق 15 من شهر صفر عام 1347هـ/أغسطس 1928م، بعد صدور صحيفة أم القرى بنحو أربعة أعوام.، ولقد تولى محمد حامد الفقي الإشراف على تحريرها، وقد كانت تعتمد في مقالاتها على الكتاب المحليين، كما أن المقالات تُنشر بدون توقيع مما يشير إلى أنها من إنشاء المحرر، وقد كانت تنشر فصولاً من المؤلفات الدينية، وتنقل البعض منها من المقالات التي تُنشر في الصحف والمجلات الإسلامية، حيث كانت تهتم بأحوال العالم الإسلامي، وأتسمت أخبارها بالبساطة في الإخراج والتبويب، وبتوفر عناصر الأسلوب العربي القائم على الجزالة في المقالات.

## فهرس العدد الأول
صدر العدد الأول في 15 من شهر صفر، وقد ذكرت المجلة الموضوعات الآتية:
| الموضوع                                      | الكاتب      |
| -------------------------------------------- | ----------- |
| فاتحة السنة الثانية                          |             |
| تفسير القرآن الحكيم                          |             |
| شيخ الإسلام محمد بن عبد الوهاب وما يدعو إليه |             |
| الدعوة إلى الله                              | أبو السمح   |
| حاجة الأمة إلى الاصلاح                       |             |
| النبي العربي محمد                            | بهجة الأثري |
| من دفائن الكنوز، الرسالة التبوكية            | ابن القيم   |

## مكان طبعة المجلة
أول ما طُبعت المجلة في المطبعة السلفية بمصر، ثم نقلت طباعتها إلى مكة المكرمة بالمطبعة الماجدية، وبعد تأسيس المطبعة السلفية بمكة المكرمة التي أسسها محمد صالح نصيف بالأشتراك مع عبد الفتاح قتلان نُقلت طباعتها إلى هذه المطبعة.

## تاريخ احتجابها
لا يُعرف بالضبط تاريخ احتجاب المجلة عن الصدور، وكثير من كتبوا عنها ذكروا أن أخر عدد صدر لها هو العدد 17 الصادر في غرة صفر 1349هـ الموافق 27 يونيو 1930م.

## انظر ايضاً
- مكة المكرمة
- مجلة المنهل
- مجلة النداء الإسلامي

## وصلات خارجية
- من الصحف والمجلات الصادرة في مكة المكرمة.